# 小行星2943
小行星2943（2943 Heinrich）是一颗围绕太阳公转的小行星。1933年8月25日，卡爾·威廉·萊茵姆特在海德堡发现了此天体。
該小行星以德國天文學家英格·海因里希（Inge Heinrich）命名。
这颗小行星的绝对星等为44.11513204328907等。